# Jagdwagen
Jagdwagen (z niem. pojazd myśliwski) – rodzaj myśliwskiego, otwartego pojazdu zaprzęgowego, do którego zaprzęgano od dwóch do czterech koni. W tylnej części pojazdu znajdowała się drabinka na upolowaną zwierzynę. 